# قره‌کان‌لو (سرآب)
قره‌کان‌لو یکی از روستاهای استان آذربایجان شرقی است که در دهستان صائین بخش مرکزی شهرستان سرآب واقع شده است.
این روستا بین دو روستای دیبک‌لو و قرخ‌بلاغ قرار دارد.
از مناطق دیدنی این روستا می‌توان به آرپاچوخوری، گوزلر، استیل‌داشی، گوزی‌گولی، کاظم‌چایی، جین دره‌سی و هپیشی‌داغی اشاره کرد.
مثل تمامی روستاهای سرآب از سوغات این روستا می‌توان به میوه‌جات باغات بزرگ مهندس حیدرزاده از جمله سیب،آلبالو،گوجه‌سبز،گیلاس،گلابی و گل سرخ و لبنیات مخصوص قره‌کان‌لو، گردوی کاغذی مهندس حیدرزاده و عسل حیدرزاده اشاره کرد.